# Řešetova Lhota
Řešetova Lhota (německy Lhota bei Studnitz) je vesnice, část obce Studnice v okrese Náchod. Nachází se asi 1,5 kilometru severně od Studnice. Sídlem protéká potok Olešnice a vede jím železniční trať Jaroměř–Trutnov. Řešetova Lhota je také název katastrálního území o rozloze 2,89 km². V katastrálním území Řešetova Lhota leží i Bakov.

## Historie
První písemná zmínka o vesnici pochází z roku 1542.
V letech 1850–1950 k vesnici patřil Bakov.

## Společnost
Občané se pravidelně zúčastňují Srazu Lhot a Lehot, v Řešetově Lhotě se konal 22. a 29 ročník srazu.

## Pamětihodnosti
- Kamenný kříž
- Radikovaný hostinec[6]
- Náves v podobě hřiště
- Památné lípy u hřiště
- Požární zbrojnice s věžičkou

## Významní rodáci
- Jindřich Novotný (1846–1912), baptistický kazatel a publicista

## Galerie

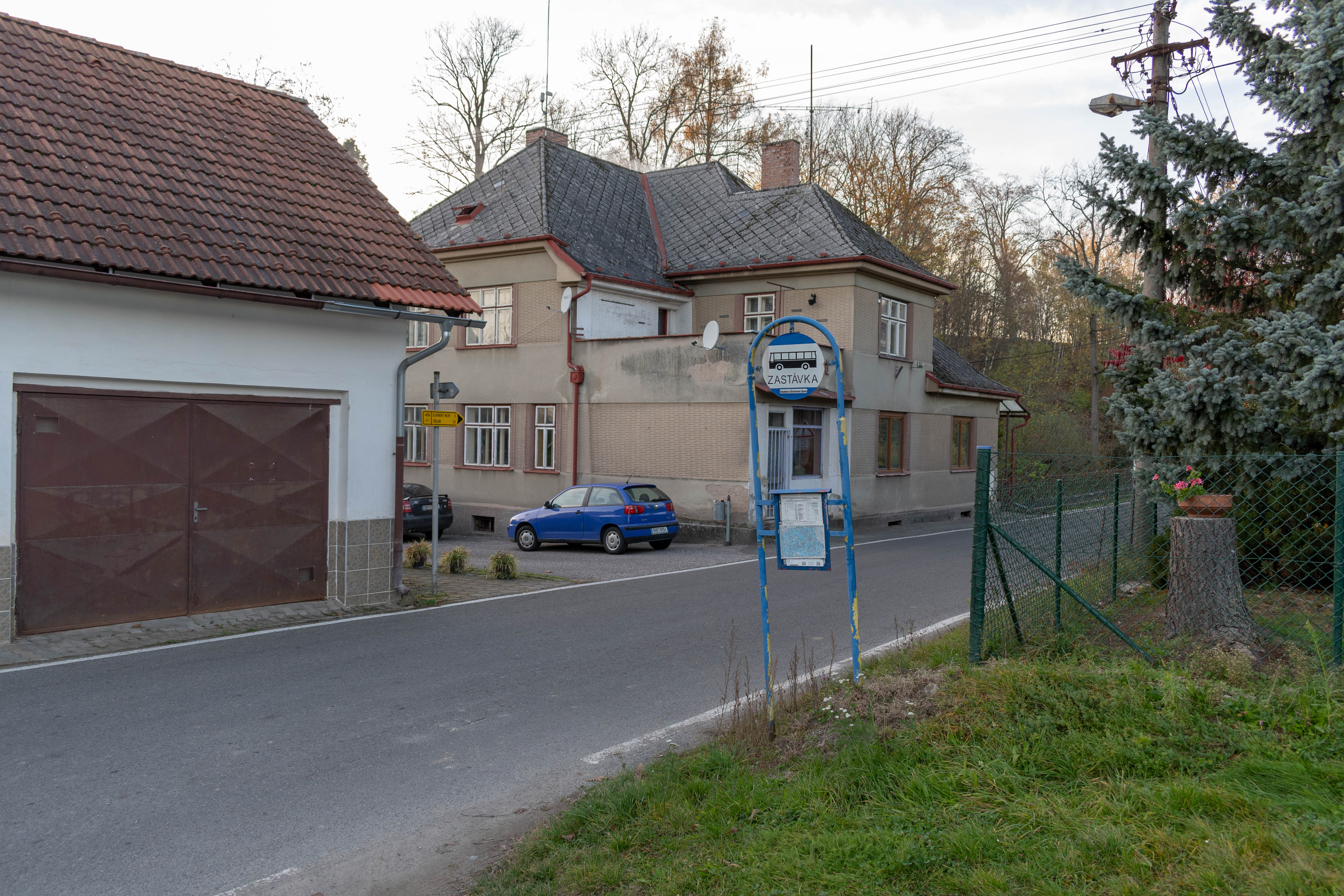
Náves – autobusová zastávka
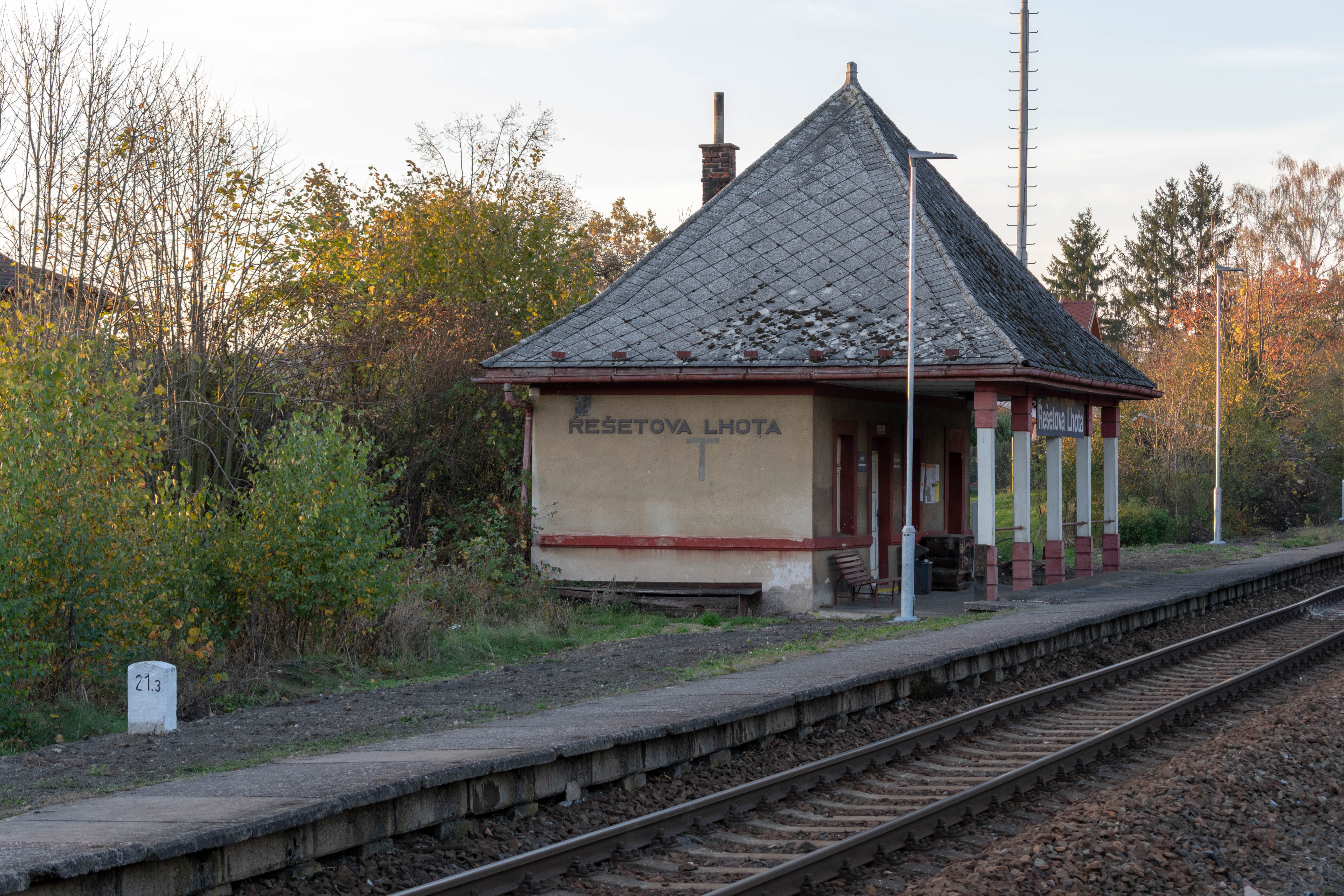
Železniční stanice
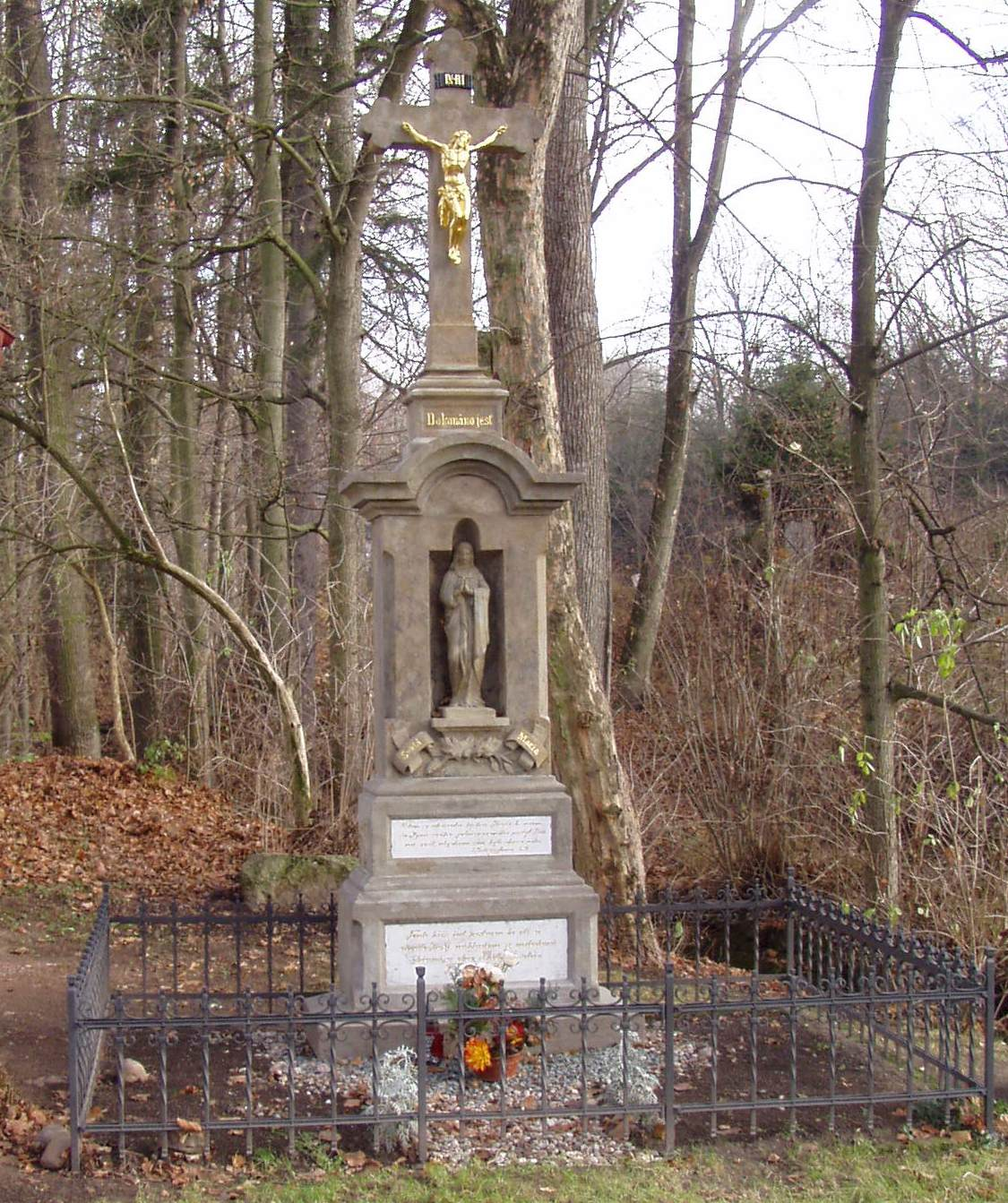
Kříž
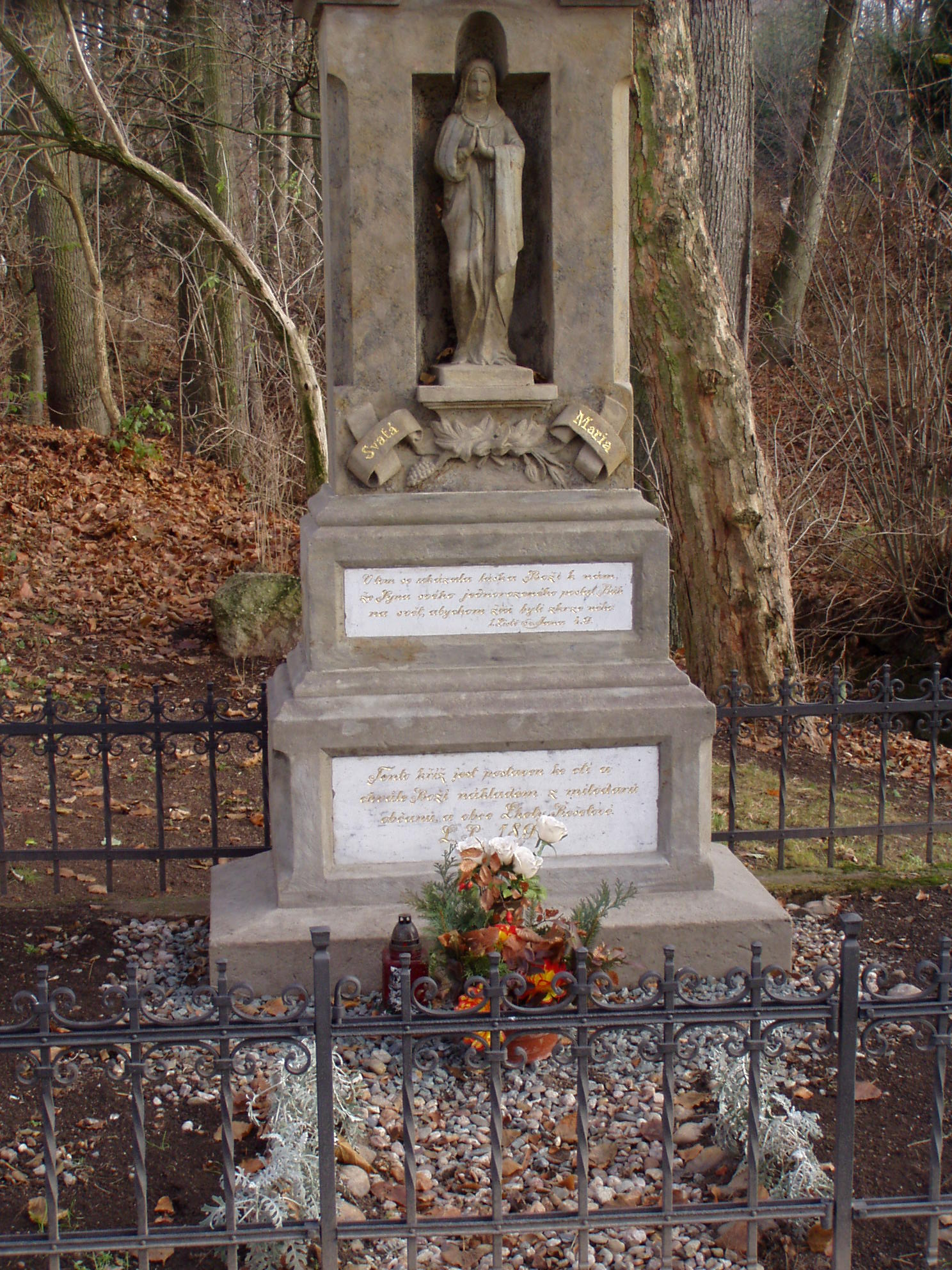
Detail podstavce kříže